# 东龙观墓群
东龙观墓群是一处古墓葬，位于山西省吕梁市汾阳市阳城乡东龙观村，年代为宋、金、元。
2013年3月5日，东龙观墓群公布为第七批全国重点文物保护单位。